# Stipa czerepanovii
Stipa czerepanovii är en gräsart som beskrevs av Kotukhov. Stipa czerepanovii ingår i släktet fjädergrässläktet, och familjen gräs. Inga underarter finns listade i Catalogue of Life.